# Kaggeledstorget
Kaggeledstorget är ett torg i stadsdelen Sävenäs i östra Göteborg. Torget fick sitt namn 1946, troligen efter guvernören Nils Kagg.

## Service
På torget finns restaurangen Rancho, ATG-kiosken Kaggeleds Tips och Tobak, djuraffären Göteborgs Zoologiska, solarierna Vasa Sol Kaggeledstorget och Torpa Sol, Baguettebaren samt skönhetssalongen UnderBar Fot.

## Kommunikationer
Alldeles i närheten av torget finns hållplatsen Kaggeledstorget som trafikeras av spårvagnslinje 1 och 5.